# Nostri amici da Frolix 8
Nostri amici da Frolix 8 (Our Friends from Frolix 8) è un romanzo di fantascienza dello scrittore Philip K. Dick, pubblicato nel 1970. In italiano fu tradotto per la prima volta nel 1972 da Roberta Rambelli per la Casa Editrice La Tribuna nella collana "Galassia", col titolo I nostri amici di Frolix 8.

## Trama
Nel XXII secolo, la Terra è dominata dai Nuovi (New Men), esseri umani dalle straordinarie capacità intellettive che condividono il potere con gli Eccezionali (Unusuals) dotati di poteri paranormali come la telepatia, la telecinesi e la precognizione. Gli uomini normali, i Vecchi (Old Men), non hanno alcuna possibilità di ascesa sociale e vivono sottomessi all'interno di una società poliziesca e repressiva. I soli che tentano di opporsi a questa situazione sono i Clandestini che, attraverso la stampa di opuscoli, cercano di fare propaganda anti governativa nella speranza che un giorno ritorni il loro leader, Thors Provoni, partito dieci anni fa con la sua astronave per cercare aiuto nello spazio. Nick Appleton è un risolcatore di gomme che dopo aver conosciuto Charlotte (Charley) Boyer decide di aderire alla causa dei clandestini e sfidare il sistema. Quando Provoni arriva, insieme a una forma di vita aliena protoplasmatica del pianeta Frolix 8 (Morgo Rahn Wilc), le speranze dei Vecchi vengono esaudite, anche troppo.

## Edizioni
- Philip K. Dick, Our Friends from Frolix 8, Ace Books, 1970,  p. 189.
- Philip K. Dick, I nostri amici di Frolix 8, collana Galassia n° 166, Casa Editrice La Tribuna, 1972.
- Philip K. Dick, Nostri amici da Frolix 8, collana Collezione Dick n° 28, Fanucci Editore, 2006,  p. 304.
- Philip K. Dick, Nostri amici da Frolix 8, collana Collezione Dick n° 24, Fanucci Editore, 2007,  p. 304. Edizione speciale venticinquesimo anniversario